# Lucie Lecours
Lucie Lecours, née à Repentigny en 1964, est une femme d'affaires, journaliste et femme politique québécoise, élue députée de Les Plaines à l'Assemblée nationale du Québec sous la bannière de la Coalition avenir Québec lors des élections générales du 1er octobre 2018. 
Elle est ministre déléguée à l'Économie du 24 février 2021 au 20 octobre 2022.

## Biographie

### Études
Née à Repentigny en 1964, Lucie Lecours complète des études en littérature française et québécoise à l'Université McGill en 1986.

### Carrière professionnelle
Elle travaille pendant plus de 29 ans pour TC Média dont plus de douze à titre de journaliste, pour ensuite devenir rédactrice en chef, directrice de l’information, directrice des ventes, éditrice, et directrice générale.
Le 1er août 2016, elle devient la directrice générale de la Chambre de commerce et d’industrie Les Moulins (CCIM).

### Carrière politique
Le 26 août 2018, le chef de la Coalition avenir Québec François Legault annonce que Lucie Lecours portera les couleurs de sa formation dans la nouvelle circonscription Les Plaines à l'élection du 1er octobre 2018.  Elle remporte la victoire avec une majorité des voix exprimées et devient députée à l'Assemblée nationale du Québec.
Le 24 février 2021, Lucie Lecours accède au conseil des ministres en tant que ministre déléguée à l’Économie.
Elle est réélue lors des élections du 3 octobre 2022, mais elle perd son poste de ministre, transféré à Christopher Skeete lors du renouvellement du conseil ministériel suivant les élections.

## Résultats électoraux
|                                                                                               | Nom                      | Parti            | Nombre de voix | %      | Maj.  |
| --------------------------------------------------------------------------------------------- | ------------------------ | ---------------- | -------------- | ------ | ----- |
|                                                                                               | Lucie Lecours (sortante) | Coalition avenir | 13 922         | 50,5 % | 9 478 |
|                                                                                               | Normand Ouellette        | Parti québécois  | 4 444          | 16,1 % | -     |
|                                                                                               | Richard Jr Leblanc       | Québec solidaire | 3 668          | 13,3 % | -     |
|                                                                                               | Ian Lavallée             | Conservateur     | 3 333          | 12,1 % | -     |
|                                                                                               | Elizabeth Stavrakakis    | Libéral          | 1 895          | 6,9 %  | -     |
|                                                                                               | Mohamed Benmoumene       | Vert             | 282            | 1 %    | -     |
| Total                                                                                         | Total                    | Total            | 27 544         | 100 %  |       |
| Le taux de participation lors de l'élection était de 67,6 % et 494 bulletins ont été rejetés. |                          |                  |                |        |       |

|                                                                                             | Nom                    | Parti            | Nombre de voix | %      | Maj.  |
| ------------------------------------------------------------------------------------------- | ---------------------- | ---------------- | -------------- | ------ | ----- |
|                                                                                             | Lucie Lecours          | Coalition avenir | 13 818         | 51,2 % | 7 421 |
|                                                                                             | Marc-Olivier Leblanc   | Parti québécois  | 6 397          | 23,7 % | -     |
|                                                                                             | Kévin St-Jean          | Québec solidaire | 3 738          | 13,9 % | -     |
|                                                                                             | Vincent Orellana-Pepin | Libéral          | 2 160          | 8 %    | -     |
|                                                                                             | Boris Geynet           | Vert             | 434            | 1,6 %  | -     |
|                                                                                             | Mathieu Laliberté      | Conservateur     | 293            | 1,1 %  | -     |
|                                                                                             | Mathieu Stevens        | Parti libre      | 140            | 0,5 %  | -     |
| Total                                                                                       | Total                  | Total            | 26 980         | 100 %  |       |
| Le taux de participation lors de l'élection était de 69 % et 645 bulletins ont été rejetés. |                        |                  |                |        |       |